# Xã Bellevue, Quận Morrison, Minnesota
Xã Bellevue (tiếng Anh: Bellevue Township) là một xã thuộc quận Morrison, tiểu bang Minnesota, Hoa Kỳ. Năm 2010, dân số của xã này là 1.093 người.